# August von Dewitz (Generalmajor)
August Karl Adolph Ferdinand von Dewitz (* 8. Dezember 1807 in Groß Schönebeck; † 8. Oktober 1865 in Köln) war ein preußischer Generalmajor.

## Leben

### Herkunft
August von Dewitz (Nr. 207 der Geschlechtszählung) entstammte dem Haus Wussow (Landkreis Naugard) des pommerschen Adelsgeschlechts von Dewitz. Er war der zweite Sohn des preußischen Majors a. D. und Landrats des Landkreises Naugard Karl Günther Theodor von Dewitz (1759–1819) und dessen Ehefrau Louise Philippine Charlotte, geborene von Krebs (1770–1834) aus dem Hause Veltheim.

### Militärkarriere
Dewitz wurde in den Kadettenhäusern in Kulm und Berlin erzogen. Am 8. April 1825 wurde er als Portepeefähnrich im 14. Infanterie-Regiment der Preußischen Armee angestellt und dort am 20. August 1825 zum Sekondeleutnant befördert. Ab 1. Oktober 1828 war er zur weiteren Ausbildung an die Allgemeine Kriegsschule kommandiert. Bedingt durch die Unruhen in Polen musste dieses Kommando unterbrochen werden, sodass Dewitz erst Mitte Juli 1832 seinen Abschluss erhielt. Er war dann mehrere Jahre Lehrer an der Divisionsschule der 4. Division in Stargard in Pommern. Im Februar 1844 avancierte er zum Premierleutnant. Während des polnischen Aufstands im Großherzogtum Posen fungierte Dewitz vom 24. April bis zum 7. November 1848 als Kompanieführer beim III. Bataillon des 4. Landwehr-Regiments. Im Februar 1849 stieg er zum Hauptmann und Kompaniechef im 14. Infanterie-Regiment auf. 1850 wurde sein Regiment mit anderen preußischen und bayerischen Truppen im Zuge des Kurhessischen Verfassungskonflikts in das Kurfürstentum Hessen entsandt. 
Im Januar 1855 wurde er zum Major befördert und Kommandeur des I. Bataillons im 2. Landwehr-Regiment in Stettin. Daran schloss sich am 7. November 1857 mit der Versetzung nach Gnesen die Ernennung zum Kommandeur des Füsilier-Bataillons im 21. Infanterie-Regiment an. Mit seiner Beförderung zum Oberstleutnant am 1. Juli 1860 wurde Dewitz Kommandeur des 17. Infanterie-Regiments. Anlässlich der Krönung von Wilhelm I. am 18. Oktober 1861 in Königsberg wurde er zum Oberst befördert. Für seine Leistungen in der Truppenführung verlieh ihm der Regimentschef Großherzog Ludwig III. am 8. Dezember 1861 das Komturkreuz II. Klasse des Ordens Philipps des Großmütigen sowie am 30. Juli 1863 das Kommandeurkreuz II. Klasse des Ludewigs-Ordens. Sein König würdigte Dewitz anlässlich des Ordensfestes 1863 durch die Verleihung des Roten Adlerordens III. Klasse mit Schleife. Unter Stellung à la suite des Regiments wurde er am 13. Juni 1865 zum Kommandeur der 29. Infanterie-Brigade in Köln ernannt und fünf Tage später bei der Feier des fünfzigjährigen Jubiläums der Schlacht bei Belle-Alliance zum Generalmajor befördert. In dieser Eigenschaft verstarb er am 8. Oktober 1865 nach kurzem Krankenlager an einer Lungenentzündung. 
Dewitz war Rechtsritter des Johanniterordens. Geprägt von der pommerschen Erweckungsbewegung galt er als „ein aufrichtig frommer Christ und ein sehr tüchtiger Soldat“.

### Familie
Seit dem 31. März 1834 war er verheiratet mit Miranda von Dewitz (* 30. Juli 1810 in Maldewin; † 22. Juni 1873 in Niesky), der ältesten Tochter des Rittmeisters Karl Friedrich Ludwig von Dewitz auf Maldewin. Das Paar hatte drei Söhne sowie fünf Töchter:
- August Karl Ludwig (1836–1887) ⚭ 1869 Alma Gruschwitz (* 11. Mai 1847)
- Karl Adolph Gotthard (1842–1887) ⚭ 1877 Antonie Marie von Quast (* 18. September 1847) aus dem Haus Beetz
- Ludwig Christian Adolph (1844–1845)
- Miranda Luise Friederike (* 1838)
- Louise Hermine Anna (* 1840) ⚭ Albert Rieth, Pastor in Eisenach
- Maria Auguste Miranda (* 1846) ⚭ Reinhard von Flanß, Pastor in Marienwerder
- Elisabeth Auguste Rosalie (* 1848)
- Ida Auguste Friederike (* 1850) ⚭ Gottfried von Bülow.